# Kurzia mollis
Kurzia mollis là một loài rêu tản trong họ Lepidoziaceae. Loài này được (Stephani) J.J. Engel & R.M. Schust. miêu tả khoa học lần đầu tiên năm 1976.